# ELF
ELF (sigles de extremely low frequency) o freqüència extremadament baixa és la banda de l'espectre de radiofreqüència compresa entre 3 i 30 Hz (longitud d'ona de 100.000 a 10.000 km). Aquesta banda s'utilitza bàsicament per transmetre dades a submarins a qualsevol profunditat; com l'aigua de mar és conductora, atenua principalment les freqüències altes i impedeix la comunicació en altres bandes de freqüència. Nogensmenys, la capacitat i la velocitat de transmissió de dades amb ELF és força baixa, fet que limita el seu ús intensiu com a canal estàndard de comunicació; en general un senyal ELF demana a un submarí que pugi a profunditat periscòpica, on es podrà iniciar la comunicació a freqüències més útils.
Una altra dificultat de les transmissions en ELF és la gran mida de les antenes necessàries. Normalment s'utilitzen línies d'alta tensió amb distàncies de més de 20 km. A més, consumeixen i emeten grans quantitats d'energia. Alguns estudis també afirmen que les ones ELF poden afectar el cervell humà, ja que utilitza freqüències de 10 a 30 Hz.